# Liste der Kulturdenkmale im Burgenlandkreis

Karte des Burgenlandkreis

In der Liste der Kulturdenkmale im Burgenlandkreis sind die Kulturdenkmale im Burgenlandkreis aufgeführt. Grundlage der Einzellisten sind die in den jeweiligen Listen angegebenen Quellen.
Diese Liste ist eine Teilliste der Liste der Kulturdenkmale in Sachsen-Anhalt.
Die Bodendenkmale sind in der Liste der Bodendenkmale im Burgenlandkreis erfasst.

## Aufteilung
Wegen der großen Anzahl von Kulturdenkmalen im Burgenlandkreis ist diese Liste in Teillisten nach den Städten und Gemeinden aufgeteilt.